# Scopula depunctata
Scopula depunctata là một loài bướm đêm trong họ Geometridae.